# نصف دولار كونيتيكت الذكرى المئوية الثالثة
نصف دولار كونيتيكت الثالث المئوي، ويسمى أحيانًا نصف دولار كونيتيكت، هو قطعة تذكارية بقيمة 50 سنتًا سُكت بواسطة مكتب سك العملة الأمريكي في عام 1935. صُممت هذه العملة المعدنية من قبل هنري كريس وتحتفل بالذكرى السنوية الـ 300 لتأسيس ولاية كونيتيكت. يظهر على وجهها شجرة البلوط الميثاقية، حيث أُخفي ميثاق كونيتيكت، وفقًا للأسطورة، لإنقاذه من مصادرته من قبل الحاكم العام الإنجليزي. يظهر نسر على الجانب الخلفي للعملة.
أرادت لجنة كونيتيكت للاحتفال بالذكرى المئوية الثالثة إصدار نصف دولار، مع استخدام العائدات من بيعه لدعم مشاريعها. وقد مُرر مشروع القانون عبر الكونجرس دون معارضة وأصبح قانونًا في 21 يونيو 1934، عندما وقع عليه الرئيس فرانكلين د. روزفلت، مما يوفر 25000 نصف دولار. كان تصميم كريس مشروعًا تابعًا لإدارة الأشغال العامة، وكان ينتهك من الناحية الفنية القانون الجديد، الذي ينص على أن الحكومة الفيدرالية لن تدفع ثمن تصميمه. ومع ذلك، حصلت الموافقة على التصميم من قبل لجنة الفنون الجميلة، ومن ثم من قبل وزارة الخزانة.
قامت دار سك العملة في فيلادلفيا في البداية بسك 15 ألف قطعة، ولكن عندما بيعت بسرعة، أمرت لجنة كونيتيكت بترك العشرة آلاف قطعة المتبقية في الترخيص. وسرعان ما استنفدت هذه أيضًا. حظي تصميم كريس بإشادة واسعة من قبل كتاب علم العملات. بيعت العملات المعدنية بمبلغ دولار واحد، لكن قيمتها زادت على مر السنين وتباع بالمئات من الدولارات، اعتمادًا على حالتها.

## خلفية
على الرغم من أن المستوطنين كانوا يتدفقون إلى ما أصبح فيما بعد مستعمرة كونيتيكت لسنوات قبل ذلك، فإن عام 1635 يعتبر عام تأسيس ولاية كونيتيكت، لأنه في ذلك العام أُعترف بجون وينثروب الأصغر كأول حاكم لولاية كونيتيكت المستقبلية. لم يُصدر أي ميثاق في ذلك الوقت، وكان من الممكن أن تُضم ولاية كونيتيكت إلى مستعمرة خليج ماساتشوستس. بعد استعادة تشارلز الثاني للحكم، ذهب وينثروب إلى إنجلترا حيث تمكن من الحصول على ميثاق لولاية كونيتيكت، وقعه الملك، بتاريخ 10 مايو 1662.

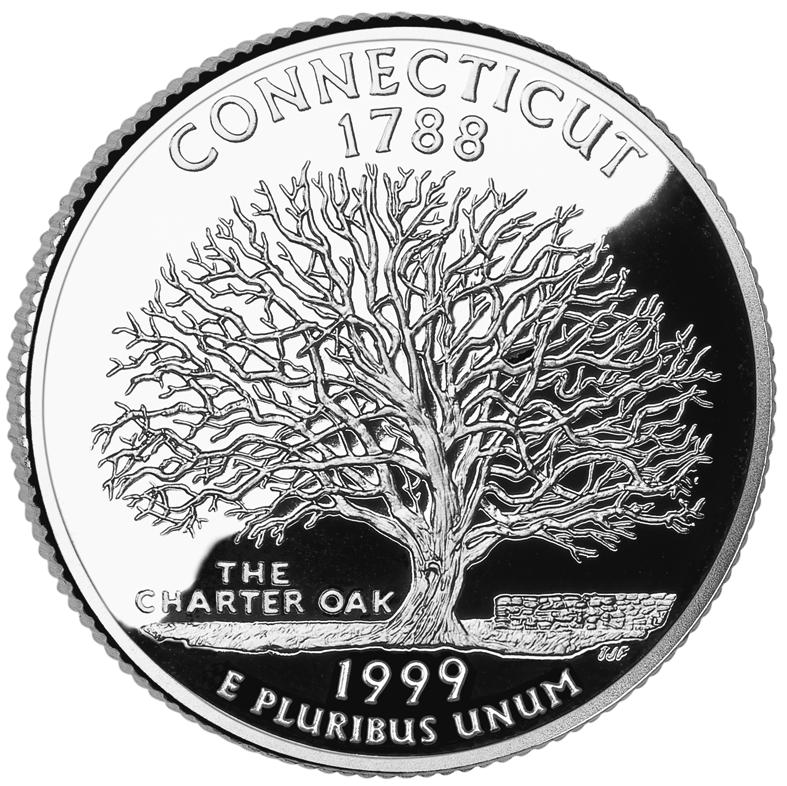
يعرض مدخل ولاية كونيتيكت لعام 1999 في سلسلة 50 State Quarters أيضًا Charter Oak.

بعد وفاة تشارلز في عام 1685، تولى جيمس الثاني العرش. في عام 1686، قام بدمج مستعمرات نيو إنجلاند في دومينيون نيو إنجلاند، وعين السير إدموند أندروس حاكمًا عامًا. كان من المقرر إلغاء المواثيق الاستعمارية، وعندما جاء أندروس إلى هارتفورد، خطط لأخذ الميثاق. وبحسب الأسطورة، عندما أعلن عن نيته خلال اجتماع في 31 أكتوبر 1687، انطفأت الشموع في الغرفة فجأة، وحمل جوزيف وادزورث الوثيقة وأخفاها في تجويف في شجرة بلوط تشارتر، وهي شجرة بلوط بيضاء يبلغ عمرها 1000 عام، تنمو على ممتلكات عائلة ويليز. بعد الثورة المجيدة عام 1688، التي أطاحت بجيمس، طُرح الميثاق مرة أخرى. أُقتلعت شجرة البلوط الميثاقية من جذورها في عاصفة ليلة 21 أغسطس 1856.
في عام 1935، لم يكن من ممارسات الحكومة بيع العملات التذكارية. خلال السنوات الأولى من سك العملات التذكارية، كان الكونجرس عادةً ما يعين منظمة محددة يُسمح لها بشراء العملات بالقيمة الاسمية وبيعها للجمهور مقابل علاوة. في حالة نصف دولار الذكرى المئوية الثالثة لولاية كونيتيكت، حدد التشريع التمكيني أن المنظمة المصرح لها ستكون لجنة الذكرى المئوية الثالثة لولاية كونيتيكت، وأن العائدات ستذهب إلى تمويل مشاريع اللجنة.

## تشريع
قُدم مشروع قانون لإصدار نصف دولار بمناسبة الذكرى المئوية الثالثة لولاية كونيتيكت إلى مجلس النواب من قبل فرانسيس تي مالوني من تلك الولاية في 26 مارس 1934. وقد أُحالت إلى لجنة العملات والأوزان والمقاييس. وفي 30 أبريل/نيسان، قدم أندرو سومرز من نيويورك تقريرا من صفحة واحدة إلى اللجنة يوصي بإقرار مشروع القانون بعد تعديله. كانت التغييرات الأكثر أهمية هي زيادة عدد القطع النقدية المسموح بها من 10 آلاف إلى 25 ألف قطعة، وضرورة عدم تحميل الحكومة الفيدرالية أي نفقات في إنشاء النماذج التي يمكن من خلالها إعداد القوالب اللازمة لضرب العملات المعدنية. وهكذا، كان من المفترض أن تدفع لجنة المئوية الثالثة لنحات لتصميم العملة.
وقد نظر مجلس النواب في مشروع القانون في 21 مايو/أيار 1934. ولم يكن هناك أي نقاش؛ وكانت الأسئلة الوحيدة التي طرحها ويليام ماكفارلين من تكساس، متسائلاً عما إذا كانت العملة المعدنية ستكلف الحكومة الفيدرالية أي شيء وما إذا كانت ولاية كونيتيكت ستدفع النفقات. وقد أكد له مالوني هذه النقاط، وأُقر مشروع القانون، كما عُدل. وقد أُحال مشروع القانون إلى مجلس الشيوخ لمناقشته وإحالته إلى لجنة المصارف والعملة. في الأول من يونيو، قدم السيناتور فريدريك والكوت من ولاية كونيتيكت مشروع القانون إلى مجلس الشيوخ مع توصية بإقراره، وفي الثالث عشر من يونيو أُقر، دون أي مناقشة مسجلة أو أسئلة وقّع الرئيس فرانكلين د. روزفلت على مشروع القانون ليصبح قانونًا في 21 يونيو.

## تحضير
كان تصميم نصف دولار كونيتيكت بمناسبة الذكرى المئوية الثالثة مشروعًا تابعًا لإدارة الأشغال العامة، وبالتالي كان انتهاكًا فنيًا للمتطلبات التي تنص على أن الحكومة الفيدرالية لا تدفع ثمن التصميم. وقد قامت لجنة المئوية الثالثة بتعيين هنري كريس للقيام بهذا العمل، تحت إشراف بول مانشيب، وهو حائز ميداليات مشهور. في نوفمبر 1934، اتصل صامويل إتش فيشر، رئيس لجنة المئوية الثالثة، بإجيرتون سوارتووت، الذي كان عضوًا في لجنة الفنون الجميلة. وقد كُلفت اللجنة الأخيرة بموجب أمر تنفيذي أصدره الرئيس وارن جي. هاردينج عام 1921 بتقديم آراء استشارية بشأن الأعمال الفنية العامة، بما في ذلك العملات المعدنية. شرح سوارتووت الإجراء لفيشر وأخبره أن عضو اللجنة الذي من المرجح أن يتولى الدور القيادي هو النحات لي لوري. أرسل فيشر صورًا لنماذج الجبس الخاصة بكريس إلى سوارتوت ولوري، وكذلك إلى رئيس لجنة الفنون الجميلة تشارلز مور وإلى القائمة بأعمال مدير دار سك العملة ماري إم. أوريلي.
كان لدى لوري عدد من الانتقادات، حيث شعر بأن رأس النسر وقدميه أشبه برأس الصقر، وأن النجوم بين النسر واسم الدولة صغيرة جدًا بحيث لا يمكن تمييزها. وكتب سوارتووت إلى مور في الخامس عشر من الشهر، ليخبره أن العملة المعدنية تحظى بدعم قوي من أستاذ تاريخ الفن ثيودور سايزر من جامعة ييل، وهو عضو في لجنة الذكرى المئوية الثالثة. وقد قامت لجنة الفنون الجميلة بمعاينة النماذج في ديسمبر/كانون الأول 6 ووافقوا عليها بشرط معالجة انتقادات لوري، والتي كانت في معظمها كذلك. كان لوري يكره الفرع المكسور على الجانب الأيمن من شجرة البلوط الميثاقية وأراد تغييره، لكن هذا لم يتم. حصلت الموافقة على النماذج النهائية من قبل لجنة الفنون الجميلة في أوائل فبراير، وأضافت وزارة الخزانة موافقتها في 6 فبراير. قُلصت النماذج إلى محاور بحجم العملات المعدنية بواسطة شركة Medallic Art Company في نيويورك؛ وشُحنت إلى دار سك العملة في فيلادلفيا واستخدامها في صنع القوالب التي يُضرب بها العملات المعدنية.

## تصميم

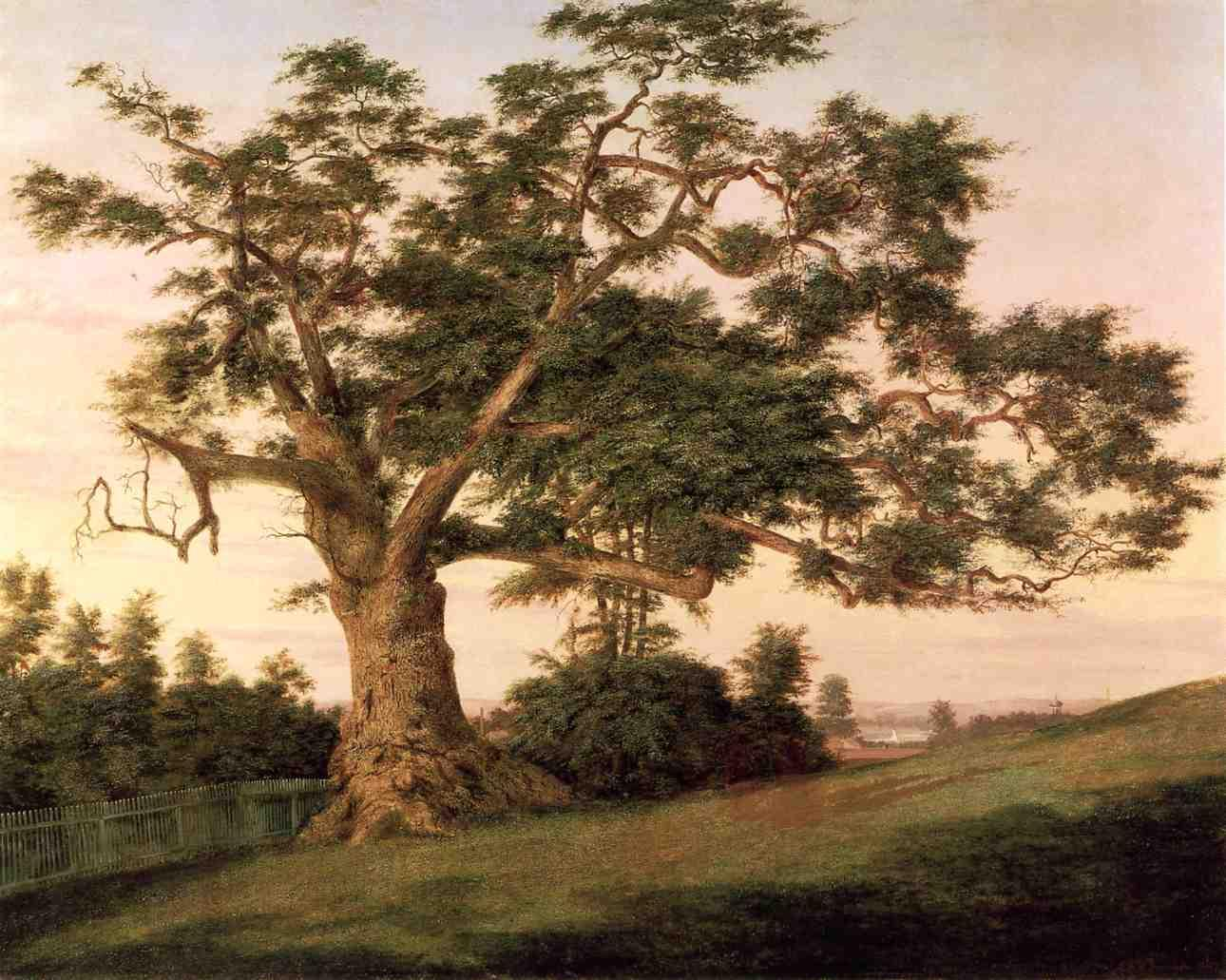
لوحة تشارلز براونيل التي رسمها عام 1857 لشجرة البلوط الميثاقية

يصور وجه العملة المعدنية شجرة البلوط الميثاقية، وهي مستوحاة من لوحة رسمها تشارلز دي وولف براونيل، الذي بدأ عمله في عام 1855، قبل عام من سقوط الشجرة بفعل البرق. أسفل الأرض التي تحيط بقاعدة الشجرة توجد ولاية كونيتيكت 1635–1935؛ وتحيط بشجرة البلوط الميثاقية اسمها، في الله نثق وفي الحرية. ويظهر الوجه الخلفي نسرًا على تلة صخرية. يحيط اسم الدولة وفئة العملة بالنسر، مع كتابة E PLURIBUS UNUM على يسار أرجل الطائر. توجد ثلاثة عشر نجمة، تمثل المستعمرات الأمريكية الأصلية، بين النسر والكتابة، ولكنها خافتة للغاية بحيث لا يمكن رؤيتها عند بعض الضربات.

وصف ستيوارت موشر، في كتابه الصادر عام ١٩٤٠ عن العملات التذكارية، قطعة كونيتيكت بأنها "من أجمل قطع السلسلة بأكملها. البساطة التي صوّر بها الفنان شجرة البلوط الضخمة تُرضي حتى أشد النقاد". تحسبًا لشكوى مفادها أن أوراق شجرة البلوط كانت أكبر حجمًا مما ينبغي، أخبر البروفيسور سايزر سوارتوت أنها بحاجة إلى تكبيرها لإظهارها، وهو ما وصفه أنتوني سوياتيك ووالتر برين، في كتابهما الصادر عام ١٩٨٨ عن العملات التذكارية، بأنه "أساس جيد تمامًا". كما أن التجويف الموجود في البلوط مبالغ في حجمه أيضًا. س. يصف ديفيد باورز، في كتابه عن العملات التذكارية، النسر بأنه "ذو شكل حديث للغاية (يشبه إلى حد ما زخارف النسر المستخدمة في ألمانيا في ذلك الوقت)". استخدم كريس نسرًا مشابهًا جدًا عندما صمم نصف دولار بريدجبورت عام 1936.
ذكر مؤرخ الفن كورنيليوس فيرمول، في مجلده عن فن صنع العملات والميداليات الأمريكية، أن كريس "استخدم خشب البلوط العظيم... كتركيبة فعالة للغاية على الوجه الأمامي، ونسر ضخم، ينطلق مثل الصاروخ، على الوجه الخلفي". وأشار إلى أن "جميع عناصر عملة كونيتيكت المئوية الثالثة تمتزج بشكل رائع، حيث تختفي الشعارات والأقوال المأثورة وسط العناقيد الورقية على الوجه الأمامي، كما أن توازن الجانب الآخر ناجح كما هو الحال بالنسبة لعملة النسر لعام 1907 (من تصميم أوغسطس سانت جودنز)".

## الإنتاج والتوزيع والتجميع
في البداية، سُكت 15 ألف عملة فقط من الكمية المسموح بها والتي بلغت 25 ألف عملة في دار سك العملة في فيلادلفيا، حيث كانت هذه هي الكمية التي طلبتها لجنة الذكرى المئوية الثالثة في البداية. وقد سُكت هذه العملات في موعد لا يتجاوز 10 أبريل 1935، وأُرسلت بناءً على طلب اللجنة إلى بنك هارتفورد الوطني وشركة الثقة، الوكيل الموزع للعملة. طُرحت للبيع في 21 أبريل، وسرعان ما نفدت، وفي 25 أبريل، طلبت فيشر العشرة آلاف المتبقية. وقد استفسرت اللجنة عن إمكانية سك العملات المعدنية في دور سك مختلفة وفي حالة إثبات، ولكن قيل لها إن حجم العمل الثقيل في دار السك يمنع القيام بذلك. وكان سعر العملة الواحدة 1 دولار. بالإضافة إلى العملات المعدنية المرسلة إلى هارتفورد، قامت دار سك العملة بضرب 18 قطعة، أُحتفظ بها للفحص والاختبار في اجتماع لجنة التحليل السنوي لعام 1936. أصدرت إدارة البريد في الولايات المتحدة طابعًا بقيمة ثلاثة سنتات بمناسبة الذكرى السنوية في 26 أبريل 1935، والذي يصور أيضًا شجرة البلوط الميثاقية.

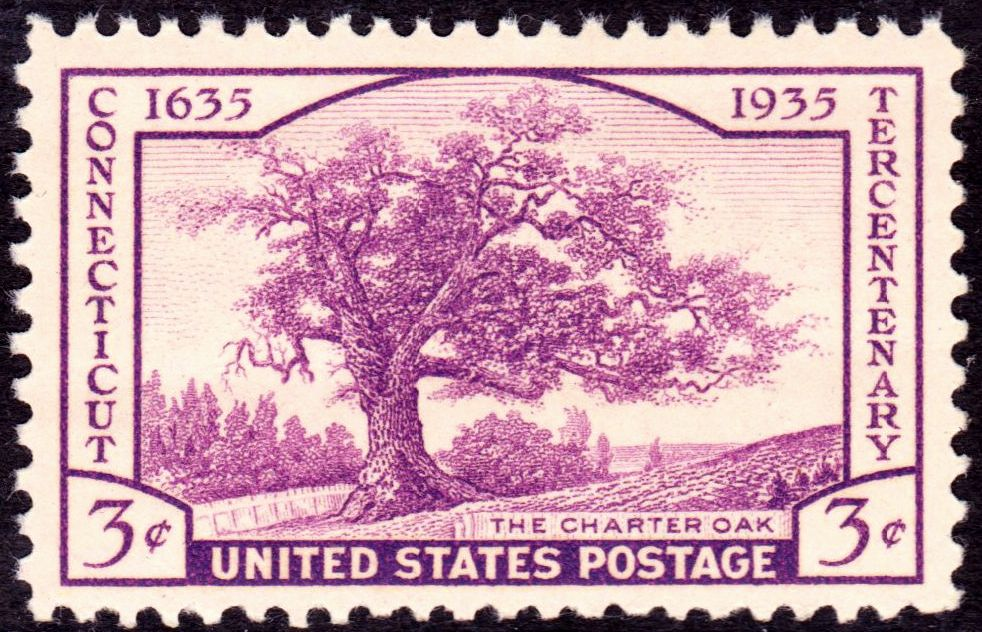
طابع بريدي بقيمة ثلاثة سنتات صدر بمناسبة الذكرى المئوية الثالثة لولاية كونيتيكت، ويعرض شجرة البلوط الميثاقية

قامت ستة بنوك في ولاية كونيتيكت بتوزيع العملة المعدنية من خلال فروعها، ووضعها في صناديق صغيرة تحمل اسم البنك البائع. تُلقت الطلبات البريدية من خلال فرع بنك هارتفورد الوطني في الشارع الرئيسي. بيعت العملات المعدنية في الغالب لسكان ولاية كونيتيكت؛ ولم يأخذ مجتمع جمع العملات المعدنية سوى بضعة آلاف منها. بحلول شهر يوليو من عام 1935، كانت جميع النسخ قد بيعت، ولكن لجنة الذكرى المئوية الثالثة احتفظت ببعض النسخ لعرضها على كبار الشخصيات؛ وحتى تلك النسخ القليلة رحلوا على ما يبدو بحلول شهر سبتمبر. وفقًا لما ذكره ديفيد باورز، "لم تكن هناك أبدًا أي مشكلة تتعلق بالربح أو الاستغلال أو أي شيء آخر مرتبط بهذه القضية". أشار سوياتيك في كتابه الأخير عن الاحتفالات التذكارية إلى أن "لجنة الذكرى المئوية الثالثة لولاية كونيتيكت قامت بعمل رائع في توزيع نسبة كبيرة من هذا العدد على سكان كونيتيكت".
حققت هذه العملات المعدنية ارتفاعًا سريعًا في قيمتها بعد إصدارها في عام 1935، حيث ارتفعت إلى 6 دولارات خلال طفرة العملات التذكارية في عام 1936. وقد عادت هذه العملات إلى مستوى 2.50 دولار بحلول عام 1940، ولكنها زادت بعد ذلك بشكل مطرد في القيمة، وارتفعت إلى 730 دولارًا خلال طفرة العملات التذكارية الثانية في عام 1980. تُدرج الطبعة الفاخرة من كتاب RS Yeoman 's A Guide Book of United States Coins، الذي نُشر في عام 2015، العملة المعدنية بسعر يتراوح بين 260 دولارًا و700 دولارًا لكل منها اعتمادًا على الحالة. بيعت العملة المعدنية ذات أعلى درجة معروفة في مزاد عام 2002 مقابل 9487 دولارًا.